# Giovan d'Angelo
Giovan d'Angelo, nome artístico de Juan Luis López Ramos (Barcelona, 2 de dezembro de 1974), é um ator espanhol.

## Carreira
Nascido em Catalunha, Espanha 1974, sua carreira deu destaque depois da sua participação na novela La usurpadora interpretando o pintor Donato D'Angeli. Trabalhou com Lucero na telenovela Laços de Amor, exibida em 1996 pelo SBT. Reconhecido não só no México, mas também nos Estados Unidos. Atualmente vive na Flórida

## Telenovelas
- Como dice el dicho (2016) Mas vale un hoy que dos mañanas. Productora Genoveva Martínez
- Hasta el fin del mundo (2014).... Manolo
- Corazón partido (2005).... Lorenzo
- Anita, no te rajes (2004).... Ramiro Albornoz
- Niña amada mía (2003).... Edgar
- Clase 406 (2002).... Federico 'Fede' Barbera
- Por un beso (2000).... Ricardo Leyva
- Camila (1998).... Lorenzo
- La Usurpadora (1998).... Donato D'Angeli
- Lazos de amor (1995).... Armando

## Séries e Filmes
- Como dice el dicho (2013-2014).... Daniel / Julian / Ing. Lopez
- Los verduleros 4 (2011).... O espanhol
- El gabarato (2008).... Candidato Buen Dia
- La ministra Inmoral (2007).... Miguel
- Seguro y urgente (2007).... Juan Manuel (ep: Os queridinhos da América)
- Por mujeres como tu (2004).... Roberto
- Mujeres Infieles (2003).... Archi (Segmento: Coma)
- Mujer, casos de la vida real (2002).... O amante
- Padres y Hijos (1995).... José Ernesto